# ハファエル・ドス・サントス・マセナ
ハファエル・ドス・サントス・マセナ（Raphael dos Santos Macena、1989年2月25日 - ）は、ブラジル出身のプロサッカー選手。ポジションはフォワード。

## 来歴
地元バイーア州のECバイーアの下部組織で育つ。その後はサンパウロ州の小クラブを渡り歩き、20歳の頃にプロデビュー。ウニオン・サンジョアンECやパウリスタFCといったクラブで活躍した。
2012年より、パウリスタFCからJ2・湘南ベルマーレに完全移籍で加入したが、5月7日に家族の事情により契約を解除することが発表され、ブラジルに帰国した。

## 所属クラブ
ユース経歴
- ECバイーア 下部組織
- ヴォトラチーFC (pt) 下部組織
- ECサンベント 下部組織

プロ経歴
- 2009年  ECサンベント
- 2009年  オレ・ブラジルFC (pt)
- 2010年  ウニオン・サンジョアンEC
- 2010年  デスポルチーヴォ・ブラジル
- 2011年  グレミオ・オザスコ
- 2011年  パウリスタFC
- 2012年  湘南ベルマーレ
- 2013年  コメルシアウFC
  - 2013年  セアラーSC（期限付き移籍）
  - 2013年  グアラニFC（期限付き移籍）
- 2014年  キンゼ・デ・ノヴェンブロ
- 2014年  ECジュベントゥージ
  - 2015年  リオ・クラロFC（期限付き移籍）
- 2015年 - 2016年  カリテアFC
- 2016年 - 2017年  ルヴェルデンセEC
- 2017年 - 2018年  URT
- 2019年  ヴェラノポリスECRC
- 2019年 - 2020年  キンゼ・デ・ノヴェンブロ
- 2020年 -  PAEハニア

## 個人成績
| 国内大会個人成績 | 国内大会個人成績 | 国内大会個人成績 | 国内大会個人成績 | 国内大会個人成績 | 国内大会個人成績 | 国内大会個人成績 | 国内大会個人成績 | 国内大会個人成績 | 国内大会個人成績 | 国内大会個人成績 | 国内大会個人成績 |
| 年度             | クラブ           | 背番号           | リーグ           | リーグ戦         | リーグ戦         | リーグ杯         | リーグ杯         | オープン杯       | オープン杯       | 期間通算         | 期間通算         |
| 年度             | クラブ           | 背番号           | リーグ           | 出場             | 得点             | 出場             | 得点             | 出場             | 得点             | 出場             | 得点             |
| 日本             | 日本             | 日本             | 日本             | リーグ戦         | リーグ戦         | リーグ杯         | リーグ杯         | 天皇杯           | 天皇杯           | 期間通算         | 期間通算         |
| ---------------- | ---------------- | ---------------- | ---------------- | ---------------- | ---------------- | ---------------- | ---------------- | ---------------- | ---------------- | ---------------- | ---------------- |
| 2012             | 湘南             | 9                | J2               | 2                | 0                | -                | -                | -                | -                | 2                | 0                |
| 通算             | 日本             | 日本             | J2               | 2                | 0                | -                | -                | -                | -                | 2                | 0                |
| 総通算           | 総通算           | 総通算           | 総通算           | 2                | 0                | -                | -                | -                | -                | 2                | 0                |

- Jリーグ初出場 - 2012年4月8日 J2第7節 vs FC町田ゼルビア (Shonan BMW スタジアム平塚)